# Chad Reed

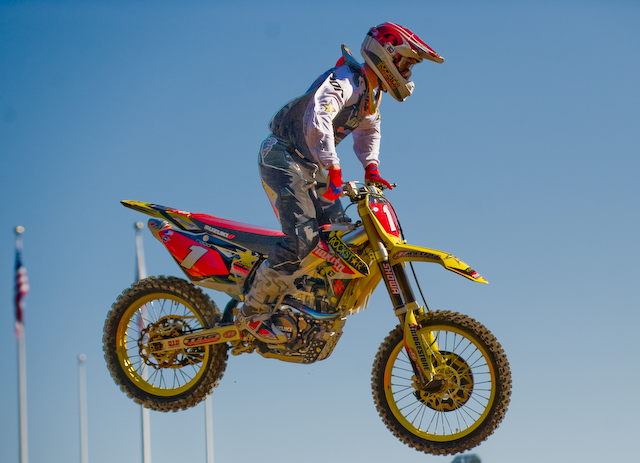
Chad Reed in 2009

Chad Reed AM (Kurri Kurri (New South Wales), 15 maart 1982) is een Australisch motorcrosser.

## Carrière
Chad Reed zijn amateurcarrière kende een echt begin in 1997, toen hij Australisch Junior kampioen werd. Vanaf 1998 werd hij prof, meteen in de 250cc-klasse. In 2001 maakte Reed de overstap naar het Wereldkampioenschap motorcross 250 cc, rijdend voor Kawasaki. Hij won dat jaar meteen een Grand Prix en werd vice-wereldkampioen na Mickaël Pichon.
Vanaf 2002 ging Reed in de Verenigde Staten rijden. Hij begon bij Yamaha en werd in zijn eerste jaar kampioen in het 125 cc East Coast Supercrosskampioenschap. In de Outdoors werd hij vice-kampioen na James Stewart. In 2003 maakte Reed de overstap naar de 250 cc en werd vice-kampioen in de supercross na Ricky Carmichael. In de Outdoors werd hij derde achter Carmichael en Kevin Windham. In het seizoen 2004 wist hij wel kampioen te worden in de supercross, maar in de Outdoors bleef het bij een tweede plaats. Ook in 2005 eindigde hij op een ereplaats na een spannend seizoen met Carmichael en Stewart als grootste concurrenten. In 2006 verloor Reed maar nipt de supercrosstitel van Carmichael. In de Outdoors moest hij voortijdig aan de kant door een schouderblessure. Vanaf 2007 kwam Reed uit voor zijn eigen team, nog steeds met Yamaha-motoren. Hij werd opnieuw vice-kampioen. In 2008 wist Reed opnieuw de supercrosstitel te behalen voor Windham. Vanaf 2009 kwam Reed uit op Suzuki. Hij won opnieuw het supercross-kampioenschap, en na een afwezigheid van twee seizoenen in de Outdoors behaalde hij ook daar de titel. In 2010 stapte Reed opnieuw over naar Kawasaki en werd ploegmaat van Ryan Villopoto. Het werd echter een zeer slecht seizoen voor Reed, die door onder andere een handbreuk en het Epstein-barrvirus het grootste deel van het seizoen moest missen. Ook het overlijden van zijn goede vriend Andrew McFarlane zou een rol hebben gespeeld volgens Reed zelf. In 2011 startte Reed zijn eigen team op, rijdend met Honda. Hij wist tweede te worden in het supercrosskampioenschap. Op het moment dat Reed tweede staat in de tussenstand van het supercrosskampioenschap 2012, loopt hij een zware knieblessure op. Hij is gedwongen de rest van het seizoen aan de kant te blijven. Reed keerde terug in 2013, maar zijn seizoen werd getekend door verschillende kleinere blessures die zijn kansen op een goede eindklassering minimaliseerden. In 2014 schakelde Reed's team over van Honda naar Kawasaki. Hij wist enkele wedstrijden te winnen, maar had onder andere last van een schouderblessure en een sleutelbeenbreuk. Ook in 2015 komt Reed uit op Kawasaki. In het supercrosskampioenschap moest hij opnieuw vroegtijdig naar de kant door een blessure. In 2018 kwam Reed uit op Husqvarna. Voor het seizoen 2019 maakt hij de overstap naar Suzuki. Eind 2019 maakte Chad Reed bekend dat seizoen 2020 het laatste seizoen zal zijn als professioneel crosser. In 2020 ging van start met zijn eigen team op Honda, halverwege het supercross seizoen maakte hij en zijn team de overstap naar KTM. Op 21 juni 2020 reed Chad Reed zijn laatste supercross wedstrijd als professioneel crosser.
Reed maakte ook al meermaals deel uit van het Australische team voor de Motorcross der Naties.

## Palmares
- 2002: 125 cc SX East Coast kampioen
- 2004: 250 cc SX kampioen
- 2008: 450 cc SX kampioen
- 2009: 450 cc Outdoor Nationals kampioen
- 265 supercross starts - 1e aller tijden.
- 44 supercross overwinningen - 4e aller tijden.
- 132 supercross podiums - 1e aller tijden.
- 160 top 5's - 1e aller tijden.
- 211 top 10's - 1e aller tijden.

| 1 | 2001 | Nederland | Lierop |